# Campionato americano maschile di pallacanestro 2022
Il 19º Campionato Americano Maschile di Pallacanestro FIBA (noto anche come FIBA AmeriCup 2022) si è svolto dal 2 all'11 settembre 2022 a Recife in Brasile nella fase a eliminazione diretta.
La vittoria finale è stata ad appannaggio dell'Argentina, al terzo successo nella competizione.

## Fase finale
|  | Semifinali  | Semifinali  | Semifinali |           |         | Finale             | Finale             | Finale             |  |
|  |             |             |            |           |         |                    |                    |                    |  |
|  | Brasile     | Brasile     | 86         |           |         |                    |                    |                    |  |
|  | Brasile     | Brasile     | 86         |           |         |                    |                    |                    |  |
|  | Canada      | Canada      | 76         |           |         |                    |                    |                    |  |
|  | Canada      | Canada      | 76         |           | Brasile | Brasile            | 73                 |                    |  |
|  |             |             |            |           | Brasile | Brasile            | 73                 |                    |  |
|  |             |             | Argentina  | Argentina | 75      |                    |                    |                    |  |
|  | Argentina   | Argentina   | Argentina  | Argentina | 75      | 82                 |                    |                    |  |
|  | Argentina   | Argentina   |            |           |         | 82                 |                    |                    |  |
|  | Stati Uniti | Stati Uniti | 73         |           |         | Finale Terzo Posto | Finale Terzo Posto | Finale Terzo Posto |  |
|  | Stati Uniti | Stati Uniti | 73         |           |         |                    |                    |                    |  |
|  |             |             |            |           |         |                    |                    |                    |  |
|  |             |             |            |           |         | Canada             | Canada             | 80                 |  |
|  |             |             |            |           |         | Canada             | Canada             | 80                 |  |
|  |             |             |            |           |         | Stati Uniti        | Stati Uniti        | 84                 |  |

## Classifica finale
| Campione d'America | Campione d'America      | Campione d'America |
| --- | ----------------------- | --- |
| Argentina2 Fjellerup, 7 Campazzo, 8 Laprovíttola, 9 Brussino, 10 Delfino, 11 Vildoza, 12 Delía, 14 Deck, 22 Vaulet, 25 Chapero, 31 Bolmaro, 83 Gallizzi, All. Pablo Prigioni |                         | |
| Argento | Brasile                 | Brasile2 Yago, 5 Rafael Luz, 6 Felício, 7 Didi, 8 Benite, 9 Marcelinho Huertas, 12 Mineiro, 14 Meindl, 19 Dias, 23 Lima, 28 Lucas Mariano, 32 Georginho, All. Gustavo de Conti      |
| Bronzo | Stati Uniti             | Stati Uniti4 Mason, 5 Cole, 6 Pargo, 7 Meeks, 8 McCaw, 9 Sword, 10 Pemberton, 11 Davis, 12 Lamb, 13 Cheatham, 14 Clark, 15 Zimmerman, All. Alex Jensen                              |
| 4. | Canada                  | Canada0 Blair, 1 Calloo, 2 Bell-Haynes, 3 Babb-Harrison, 5 Gray, 10 Bandoo, 13 Young, 14 Kigab, 22 Posthumus, 41 Pandi, 45 Banton, 54 Kennedy, All. Nate Mitchell                   |
| 5. | Messico                 | Messico2 Bonilla, 3 Jaimes, 4 Stoll, 5 Ávalos, 8 Willis, 10 Girón, 11 Ochoa, 12 Hernández, 16 Andriassi, 24 De Haro, 25 Gutiérrez, 44 Amigo, All. Omar Quintero                     |
| 6. | Porto Rico              | Porto Rico1 Conditt, 11 S. Thompson, 15 Parker-Rivera, 20 Cintrón, 21 Reyes, 22 Fernández, 25 Plummer, 28 Romero, 32 Ortiz, 44 Mojica, 51 Waters, 55 E. Thompson, All. Nelson Colón |
| 7. | Venezuela               | Venezuela3 Betancourt, 4 Urbina, 6 López, 11 Cazorla, 12 Martínez, 13 Ascanio, 15 Graterol, 16 Centen, 20 Sifontes, 27 Fuenmayor, 28 Bolivar, 35 Materán, All. Fernando Duró        |
| 8. | Rep. Dominicana         | Rep. Dominicana1 Suero, 3 Castillo, 7 Rojas, 8 Bautista, 9 Pérez, 10 Feliz, 12 Delgado, 15 Martínez, 24 Núñez, 25 Yan, 32 Rodríguez, All. Melvyn López                              |
| 9. | Colombia                | Colombia0 Rojas, 1 Duarte, 2 Trocha, 3 Tello, 5 Peña, 6 De Luque, 7 Roque, 10 Atencia, 12 Echenique, 14 Mendoza, 20 Ibargüen, 55 Montaño, All. Guillermo Moreno                     |
| 10. | Uruguay                 | Uruguay1 Iglesias, 3 Osimani, 8 Ubal, 10 Serres, 14 Rodríguez, 15 Batista, 18 Ottonello, 21 Parodi, 24 Zanotta, 33 Wachsmann, 42 Rojas, 52 Pena, All. Rubén Magnano                 |
| 11. | Panama                  | Panama3 Grant, 4 Hall, 5 Gaskins, 7 D. King, 8 J. King, 10 Ayarza, 15 Castillo, 16 Romero, 20 Montenegro, 21 Atencio, 24 Gedeon, 35 Rodríguez, All. Flor Meléndez                   |
| 12. | Isole Vergini Americane | Isole Vergini Americane0 Nesbitt, 4 Milligan, 5 Corbett, 7 Jules, 8 Bloodman, 11 Aska, 13 Christmas, 14 Hansen, 20 López, 22 Baker, All. Edniesha Curry                             |